# Concert au Réservoir
Albums de Tarmac
Notre époque
(2003)
Concert au Réservoir est le troisième album du groupe français Tarmac, et le premier album en concert, sorti le 24 mai 2004 sur le label Atmosphériques.

## Historique
Tous les titres sont de Tarmac pour la musique et de Gaëtan Roussel pour les textes. Ils ont été enregistrés lors du concert donné par le groupe au Réservoir, à Paris, le 23 décembre 2003.

## Liste des titres de l'album
- CD 1 :

1. Dans ma tête - 2:41
2. La Lune - 4:12
3. Chaque ville - 3:10
4. Ce sourire est pour moi - 3:01
5. Sur mes lèvres - 3:20
6. Inùtil - 4:26
7. Ces moments-là - 2:19
8. Tu semblante - 2:15
9. Notre époque - 3:51
10. Dis-moi c'est quand... - 4:05
11. International - 2:29
12. Tout petit - 5:00
13. Je cherche - 3:47
14. Cher oubli - 4:41

- CD 2 :

1. Des frontières aux pays - 4:01
2. Charleston - 2:22
3. Cruel Garden - 2:23
4. La Ballade des gens qui sont nés quelque part - 5:21
5. Volar - 4:10
6. Merci pour tout - 3:58
7. Longtemps - 2:38
8. Tordu tour du monde - 7:49
9. L'Atelier - 5:50
10. Post-scriptum - 6:27

## Musiciens ayant participé à l'album
- Gaëtan Roussel : chant, guitare
- Arnaud Samuel : violon, alto, piano
- Philippe Almosnino : guitare
- Joseph Dahan : basse, contrebasse
- Yvo Abadi : percussions